# Challenger de Cortina
El International Tennis Tournament of Cortina es un torneo de tenis celebrado en Cortina d'Ampezzo, Italia desde 2014. El evento forma parte del ATP Challenger Tour y se juega en canchas de tierra batida.

## Finales anteriores

### Individuales
| Año  | Campeón                 | Finalista       | Resultado      |
| ---- | ----------------------- | --------------- | -------------- |
| 2017 | Roberto Carballés Baena | Gerald Melzer   | 6–1, 6–0       |
| 2016 | João Souza              | Laslo Djere     | 6-4, 7-64      |
| 2015 | Paolo Lorenzi           | Máximo González | 6–3, 7–5       |
| 2014 | Filip Krajinović        | Federico Gaio   | 2-6, 7-65, 7-5 |

### Dobles
| Año  | Campeón                                 | Finalista                               | Resultado       |
| ---- | --------------------------------------- | --------------------------------------- | --------------- |
| 2017 | Guido Andreozzi Gerald Melzer           | Steven de Waard Ben McLachlan           | 6–2, 7–64       |
| 2016 | James Cerretani Philipp Oswald          | Roberto Carballés Baena Christian Garin | 6-3, 6-2        |
| 2015 | Paolo Lorenzi Matteo Viola              | Hsin-han Lee Alessandro Motti           | 6–75, 6–4, 10–3 |
| 2014 | Iñigo Cervantes Huegun Juan Lizariturry | Hsin-han Lee Vahid Mirzadeh             | 7-5, 3-6, 10-8  |